# 26 mártires de Japón
Los 26 mártires de Japón (日本二十六聖人 Nihon Nijūroku Seijin?) fueron un grupo de cristianos ejecutados mediante crucifixión el 5 de febrero del año 1597 en Nagasaki, Japón. La ejecución se llevó a cabo por orden de Toyotomi Hideyoshi en el marco de la persecución del cristianismo promovida durante su gobierno, con objeto de granjearse el favor de los sintoístas y evitar la influencia de las potencias extranjeras en la política interior. Los ejecutados fueron beatificados en 1627 y canonizados en 1862.

## Antecedentes
El 15 de agosto de 1549, los sacerdotes jesuitas Francisco Javier, Cosme de Torres y Juan Fernández llegaron a Kagoshima desde España con las esperanzas de llevar el catolicismo a Japón. El 29 de septiembre de aquel año, Javier visitó a Shimazu Takahisa, el daimyō de Kagoshima, pidiéndole permiso para construir la primera misión católica en Japón. El daimyō consintió con la esperanza de poder tener una relación comercial con Europa.

## Cristianismo en Japón
Durante los primeros años de la misión jesuita en Japón, esta contó con el respaldo de Oda Nobunaga (principal daimyō del país tras deponer al último de los shogun Ashikaga), que vio en los religiosos extranjeros una forma de socavar el poder de las sectas budistas y facilitar las relaciones comerciales con España y Portugal.
Esta actitud tolerante hacia los misioneros de la Compañía de Jesús concluyó con el asesinato de Oda Nobunaga en el incidente de Honno-ji y posterior ascenso al poder de uno de sus principales vasallos, Toyotomi Hideyoshi. Hideyoshi, de actitudes más conservadoras hacia las influencias extranjeras, subvirtió la política de su antecesor y promulgó en 1587 el primer edicto de prohibición del cristianismo en Japón y expulsión de los misioneros jesuitas.

Este edicto fue el primer paso de una larga represión que tuvo su momento álgido, después del  incidente del San Felipe, con la condena a muerte de veintiséis cristianos –cuatro misioneros franciscanos europeos, uno franciscano novohispano (San Felipe de Jesús), uno indio (San Gonzalo García), tres jesuitas japoneses y diecisiete laicos japoneses, incluidos tres menores de edad–, los cuales salieron de Kioto escoltados por soldados y fueron ejecutados en la colina Nishizaka, en las afueras de Nagasaki. Los individuos fueron alzados en cruces y lanceados ante la multitud.

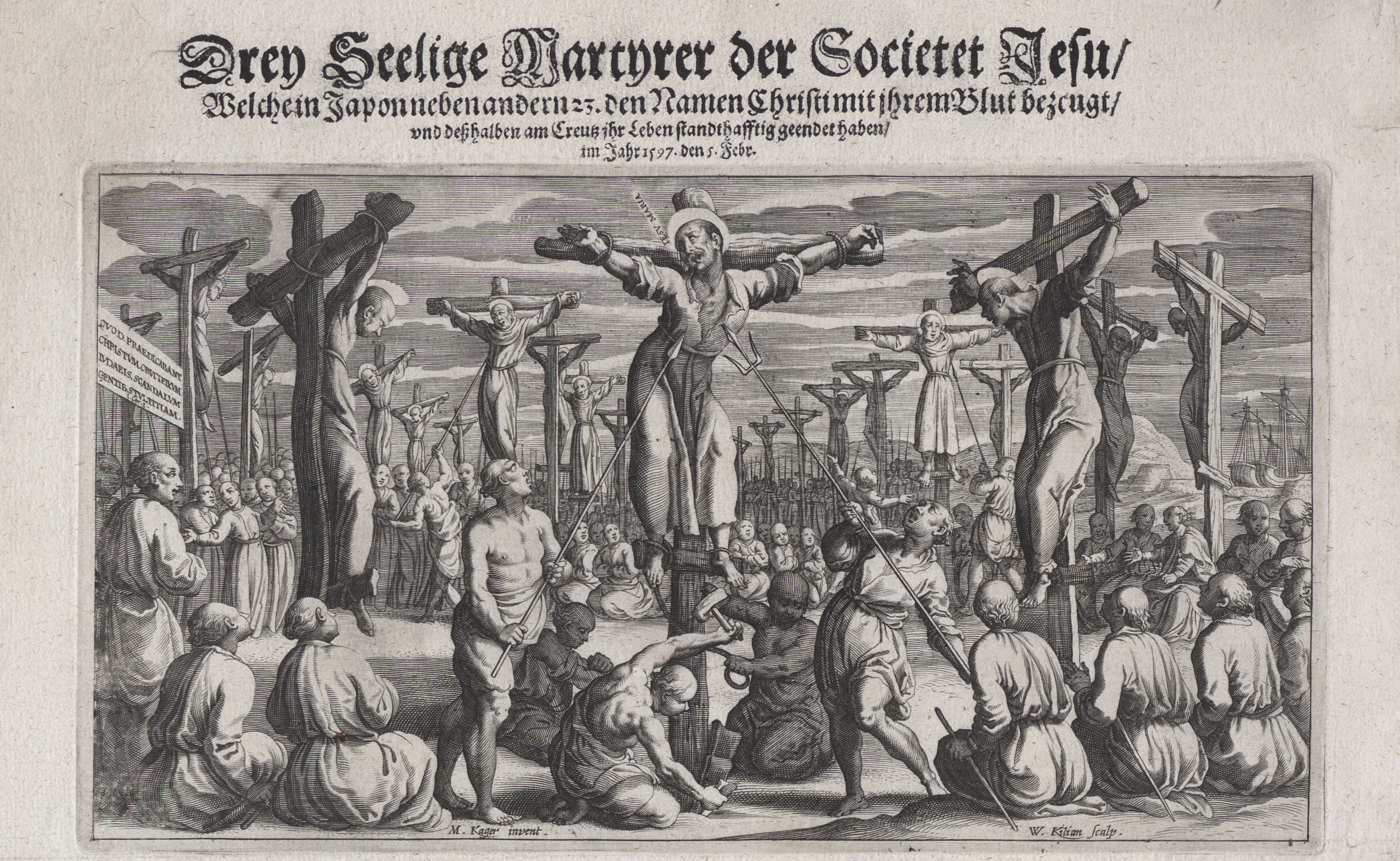
Crucifixión de los mártires

Según el jesuita Diego R. Yuki, los portugueses, españoles y los cristianos japoneses que contemplaron la escena, rompieron el cordón de los soldados, corrieron hacia las cruces y empaparon de sangre trozos de paño y se llevaban pedazos de los hábitos y kimonos de los ajusticiados. Los soldados los expulsaron de allí a golpes. Al restaurarse el orden, Terazawa Hanzaburo (hermano del Gobernador de Nagasaki y que crucificó a los 26 mártires) colocó centinelas con severas órdenes con el objetivo de que nadie se acercase. Después, la colina comenzó a llenarse de oraciones de varias gentes y se cubrieron los cuerpos. En los días siguientes Terazawa hizo cercar el lugar con cañas de bambú y reforzó la guardia. Sin embargo, de día los cristianos simulaban negocios que los obligaban a pasar por el camino de la colina deteniéndose en ella, hasta que los centinelas los forzaban a seguir. De noche pequeñas barquillas abordaban sigilosamente el acantilado. Los habitantes de Nagasaki vivían pendientes de la colina Nishizaka. Al año siguiente en 1598, un legado de Filipinas había recogido, previa autorización de Toyotomi Hideyoshi, los últimos restos de las víctimas y sus cruces; quedaron únicamente los hoyos que de a poco iban cegándose. La persecución continuó esporádicamente los años posteriores, explotando otra vez entre 1613 y 1637, tiempo durante el cual el catolicismo estuvo oficialmente prohibido. La Iglesia católica en Japón permaneció sin clero y la enseñanza teológica se desintegró hasta la llegada de los misioneros del Oeste en el siglo XIX.

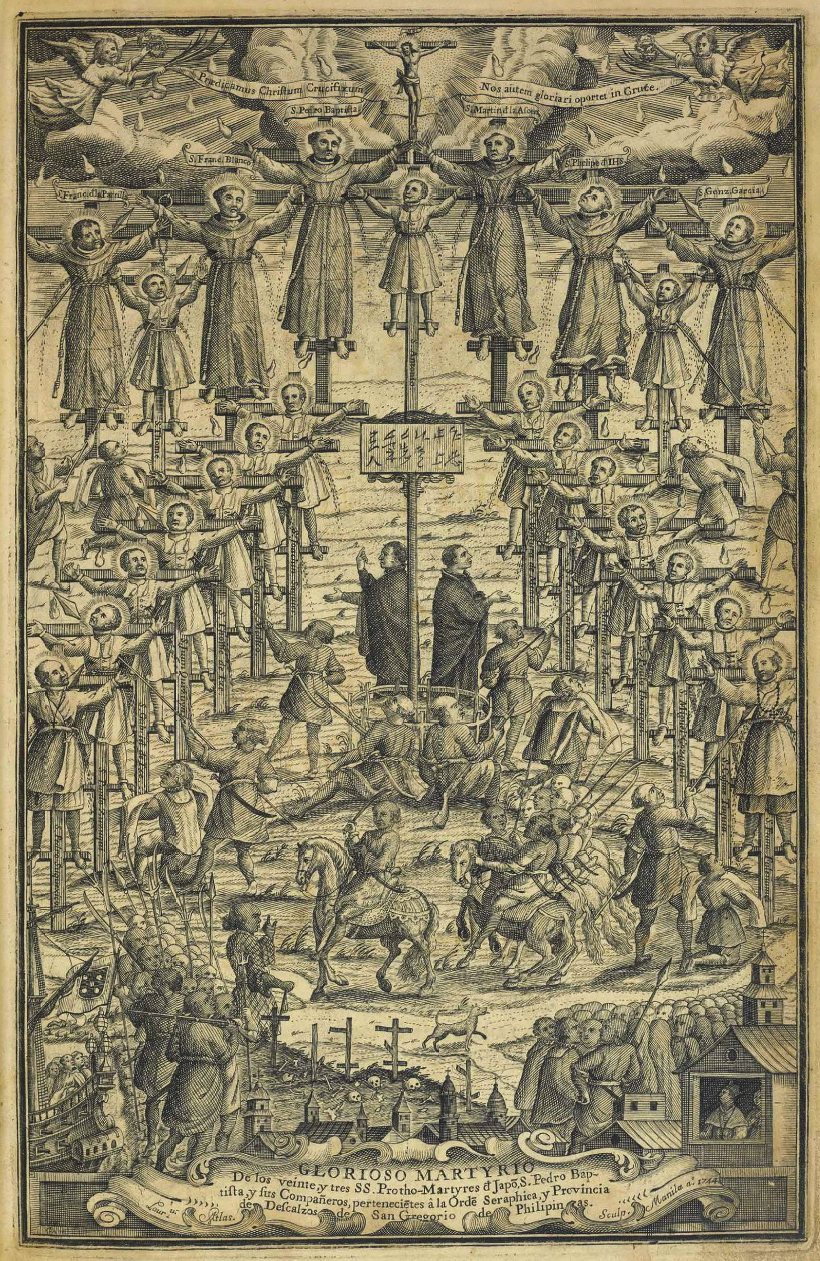
Laureano Atlas: Glorioso martyrio de los veinte y tres SS Protho-Martyres de Japón. Pedro Baptista y sus Compañeros pertenecientes a la Orden Seraphica y Provincia Descalzos de San Gregorio de Filipinas, grabado calcográfico. Ilustración de la tercera parte de la obra de Juan Francisco de San Antonio: Chronicas de la apostolica provincia de S. Gregorio de religiosos descalzos de N.S.P.S. Francisco en las Islas Philipinas, China, Japon, &c., Sampaloc, 1744.

## Lista y perfil de los 26 mártires

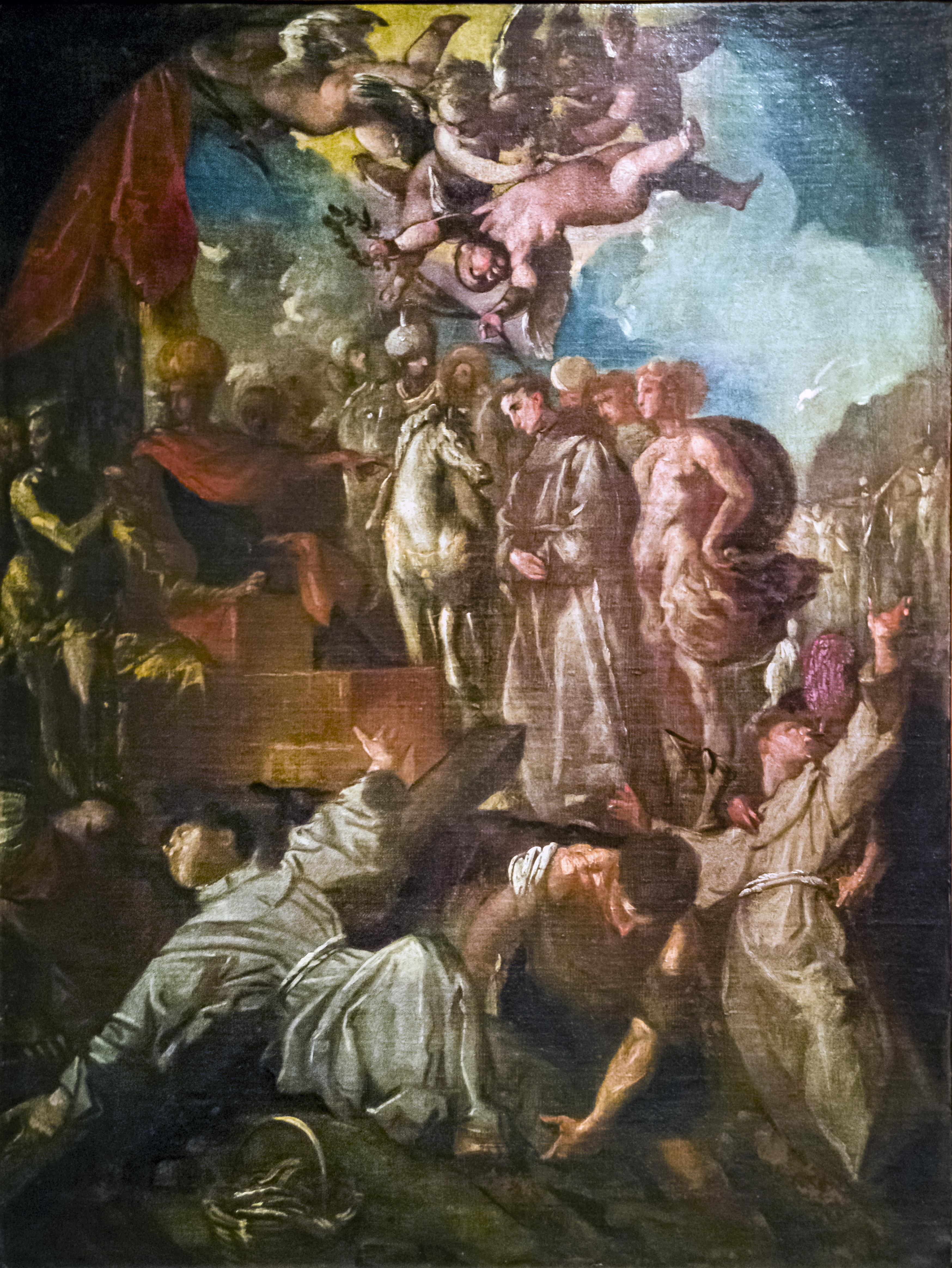
Martirio de los franciscanos en Nagasaki, por Francesco Maffei

Estos 26 mártires de Japón, fueron beatificados el 14 de septiembre de 1627 por el papa Urbano VIII, y canonizados el 8 de junio de 1862 por el papa Pío IX.
| Nombre                                                 | Nacimiento                                                                        | Ministerio   | Orden                      | Perfil                                                                            |
| ------------------------------------------------------ | --------------------------------------------------------------------------------- | ------------ | -------------------------- | --------------------------------------------------------------------------------- |
| Pedro Bautista Blásquez y Blásquez                     | 24 de junio de 1542, en San Esteban del Valle, Ávila, España.                     | Sacerdote    | Hermanos Menores Descalzos | Comisario de los Franciscanos, misionero extranjero.                              |
| Martín de la Ascensión                                 | En el año 1566 en Beasain, Guipúzcoa, España.                                     | Sacerdote    | Hermanos Menores Descalzos | Misionero extranjero                                                              |
| Francisco Blanco                                       | En el año 1567 en La Gudiña, en su Parroquia de Tameirón, Orense, España.         | Sacerdote    | Hermanos Menores Descalzos | Misionero extranjero                                                              |
| Francisco Andrade Arco                                 | En el año 1543 en La Parrilla, Valladolid, España                                 | Fraile       | Hermanos Menores Descalzos | Misionero extranjero                                                              |
| Felipe de las Casas                                    | En el año 1572, en Ciudad de México                                               | Fraile       | Hermanos Menores Descalzos | Misionero extranjero                                                              |
| Gonzalo García                                         | En el año 1562 o 1556, en Bazein, Mahārāshtra, India.                             | Fraile       | Hermanos Menores Descalzos | Catequista de los jesuitas, misionero extranjero                                  |
| Paulo Miki (パウロ三木 Pauro Miki?)                    | En el año 1556 en Kioto, Japón. O en el año 1562 en la Provincia de Settsu, Japón | Religioso    | Compañía de Jesús          | Jesuita, estaba en preparación para ser sacerdote.                                |
| Juan de Gotó (ヨハネ五島 Yohanu Gotō?)                 | En el año 1578 en Gotō, Nagasaki, Japón.                                          | Religioso    | Compañía de Jesús          | Jesuita, bastante joven, 19 años de edad.                                         |
| Diego Kisai                                            | En el año 1533 en Haga, Okayama, Japón.                                           | Hermano lego | Compañía de Jesús          | Anfitrión en la casa de los jesuitas en Osaka.                                    |
| Paulo Suzuki (パウロ鈴木?)                             | En el año 1563 en Owari, Japón.                                                   | Laico        | Franciscanos Seglares      | Catequista                                                                        |
| Gabriel (ガブリエル?)                                  | En el año 1577 en Ise, Mie, Japón.                                                | Laico        | Franciscanos Seglares      | Catequista, anteriormente militar                                                 |
| Juan Kinuya (ヨハネ絹屋?)                              | En el año 1868 en Kioto, Japón.                                                   | Laico        | Franciscanos Seglares      | Catequista                                                                        |
| Tomás Dangui (トマス談義者?)                           | En Kioto, Japón.                                                                  | Laico        | Franciscanos Seglares      | Catequista                                                                        |
| Francisco de Ise (フランシスコ吉 Furanshisuko Kichi?)  | En la Provincia de Ise, Japón.                                                    | Laico        | Franciscanos Seglares      | Carpintero                                                                        |
| Doctor Francisco (フランシスコ医師 Furanshisuko ishi?) | En el año 1548, en Kioto, Japón.                                                  | Laico        | Franciscanos Seglares      | Médico                                                                            |
| Joaquín Sakakibara (ヨアキム榊原 Yoakimu Sakakibara?)  | En el año 1556, en Osaka, Japón.                                                  | Laico        | Franciscanos Seglares      | Cocinero                                                                          |
| Buenaventura (ボナベントゥラ Bonabentōra?)             | En Kioto, Japón.                                                                  | Laico        | Franciscanos Seglares      | Joven seguidor                                                                    |
| León Karasuma (レオン烏丸?)                            | En el año 1549 en Owari, Japón.                                                   | Laico        | Franciscanos Seglares      | Catequista, líder, anteriormente fue bonzo budista                                |
| Paulo Ibaraki (パウロ茨木 Pauro Ibaraki?)              | En el año 1543 en Owari, Japón.                                                   | Laico        | Franciscanos Seglares      | Hermano mayor de Leo Karasuma. Fue samurái en su juventud.                        |
| Matías de Meako (マチアス Machiasu?)                   | En Kioto, Japón.                                                                  | Laico        | Franciscanos Seglares      | Buscaban a otro Matías; éste se ofreció en su lugar para salvarlo y lo aceptaron. |
| Antonio (アントニオ?)                                  | En el año 1584 en Nagasaki, Japón                                                 | Laico        | Franciscanos Seglares      | Muchacho, 13 años de edad.                                                        |
| Luis Ibaraki (ルドビコ茨木 Rudobiko Ibaraki?)          | En el año 1586 en Owari, Japón.                                                   | Laico        | Franciscanos Seglares      | Muchacho, sobrino de Paulo Ibaraki, 12 años.                                      |
| Miguel Kozaki (ミカエル小崎 Mikaeru Kozaki?)           | En el año 1551 en Ise, Mie, Japón.                                                | Laico        | Franciscanos Seglares      | Carpintero, fabricante de arcos y flechas, constructor de templos.                |
| Tomás Kozaki (トマス小崎?)                             | En el año 1582 en Ise, Mie, Japón.                                                | Laico        | Franciscanos Seglares      | Muchacho, hijo de Miguel Kozaki, 14 años.                                         |
| Pedro Sukeshiró (ペトロ助四郎 Petoro sukeshirō?)       | En Kioto, Japón.                                                                  | Laico        | Franciscanos Seglares      | Joven seguidor, enviado a ayudar a los peregrinos fue arrestado.                  |
| Cosme Takeya (コスメ竹屋?)                             | En el año 1560 en Owari, Japón.                                                   | Laico        | Franciscanos Seglares      | Herrero, catequista en Osaka.                                                     |

## Después de la persecución
Dos siglos y medio después de la ejecución, cuando los misioneros cristianos regresaron a Japón, encontraron una comunidad de cristianos japoneses que había sobrevivido escondiéndose.

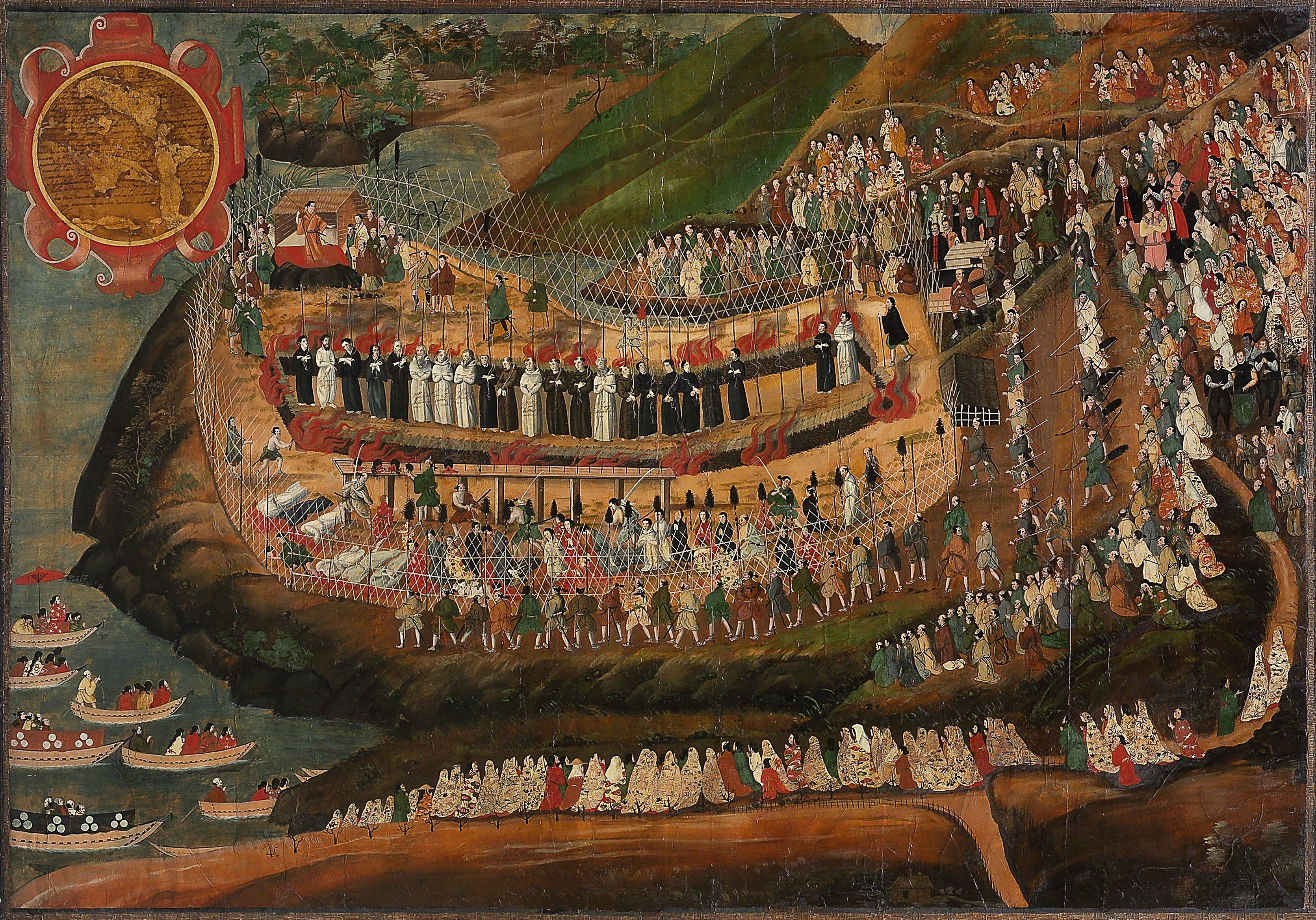
Mártires cristianos de Nagasaki.

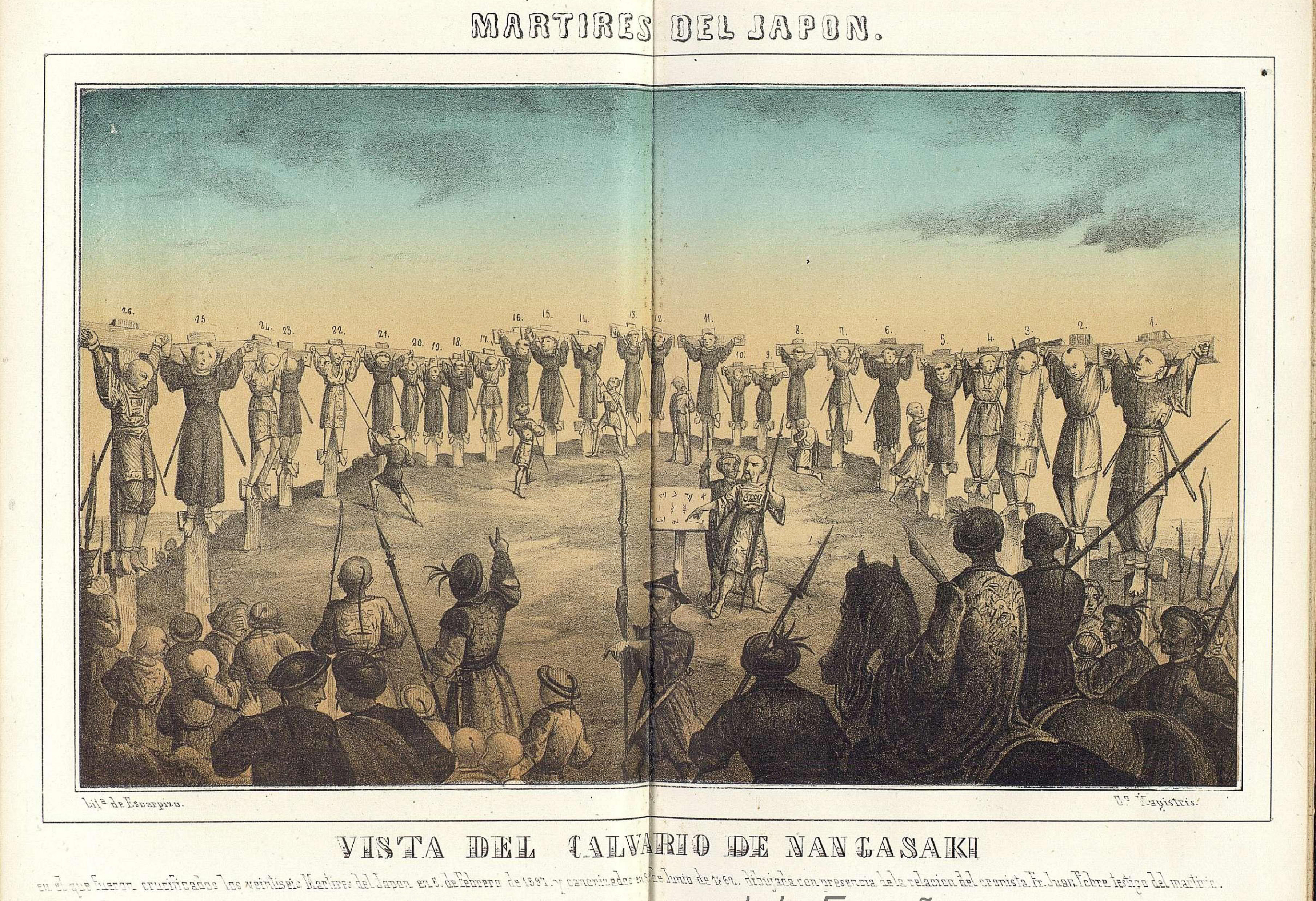
Litografía de 1862 en el libro "Vidas de los mártires del Japón ..."

Así como hubo bastantes otros mártires (sobre todo en Nagasaki), los primeros fueron especialmente reverenciados, el más celebrado de los cuales fue San Pablo Miki, de la Compañía de Jesús. De los 26 mártires de Japón, 23 de ellos fueron beatificados el 15 de septiembre de 1627, y los 3 jesuitas en 1629. En la canonización también hubo diferencias, pero los 26 fueron canonizados el 10 de junio de 1862 por el papa Pío IX. El día de su Fiesta ha sido siempre el de su martirio, 5 de febrero, pero porque en la Iglesia Occidental ese día coincide con el de Santa Águeda, la fiesta de los 26 mártires se celebra el día 6. En Japón, como es Fiesta Litúrgica, se celebra el día 5; canonizados por la Iglesia Católica en 1862 y están listados en el calendario como "San Pablo Miki y sus compañeros", conmemorando el 6 de febrero.

## Reconocimiento de otras Iglesias
Nippon Sei Ko Kai, miembro de la Comunión anglicana, añadió los mártires a sus calendarios en 1959 para conmemorar todos los mártires de Japón. La Iglesia Episcopal y la Iglesia Evangélica Luterana en América (IELA) añadieron la conmemoración a los calendarios de sus respectivos libros de rezos avanzados los años 70. Algunas partes de la Comunión Anglicana y la IELA conmemoran a los mártires de Japón el 5 de febrero, la Iglesia católica y la Iglesia de Inglaterra lo conmemoran el 6 de febrero.
La Iglesia de los Sagrados Mártires japoneses (Civitavecchia, Italia) es una iglesia católica que está dedicada al evento de los 26 mártires de Nagasaki. Está decorada con el trabajo artístico del japonés Luke Hasegawa.[cita requerida]

## Monumento a los 26 mártires
El 10 de junio de 1962, Centenario de la canonización de los 26 mártires, el alcalde de Nagasaki descubría el monumento de los mártires. Junto al monumento (hecho en el mismo lugar de su martirio) una pequeña higuera de México, hundía las raíces en tierra española de los montes de Guipúzcoa. Está hecho de granito y bronce; la piedra moteada de rojo ha sido arrancada de las canteras de Okayama, la patria de San Diego Kisai. El muro fue diseñado por el arquitecto Kenji Imai y las imágenes son obra del escultor Angélico Yasutake Funakoshi.
Sobre unas gradas, en las que incrustaciones de mármoles diversos presentan motivos martiriales: lanza, soga, fuego, se levanta un muro de piedra de 6 metros de alto por 17 de largo. El muro hace de marco a una gran cruz de bronce en la que destacan las imágenes de los santos. El conjunto muestra a los mártires cantando mientras suben de la cruz al cielo. Mira hacia el sur por eso el sol en su curva diaria va iluminando las imágenes desde todos los ángulos. Cuenta el escultor Funakoshi que la primera vez que vio su bronce bajo la fina lluvia de junio, las gotas que resbalaban por las mejillas de los tres niños, le quemaban el corazón sentía como si fueran sus hijos.
El artista habría señalado: "Seré feliz si con ojos benévolos miran mi obra como el sencillo esfuerzo de un hombre de fe débil que ha querido acercarse, por lo menos un poco, a la expresión de lo que fueron las figuras y el espíritu de unos mártires de hace trescientos sesenta y cinco años" Angélico Yasutake Funakoshi. Por detrás el monumento toda la superficie está cubierta de trozos de roca con los que el arquitecto Kenji Imai ha simbolizado el camino de los mártires: ese mes de ruda peregrinación, soportando las inclemencias del tiempo, que llevó a los 26 santos desde Kioto a Nagasaki.
Las frases en latín: "Sursum corda" (arriba los corazones), "Deus in itinere" (Dios en el camino), grabadas en la roca, simbolizan las oraciones de los mártires. Sosteniendo un mosaico que mira al cielo y habla del cielo, entre el monumento y el museo, hay una columna, modelada imitando un viejo tronco de alcanfor, que simboliza la fortaleza invicta de los héroes.

## En otros medios
Sacado de las historias orales de las comunidades católicas japonesas, la novela Silencio (1966) de Shūsaku Endō provee descripciones detalladas de la persecución a las comunidades cristianas y la supresión de la Iglesia. Además de dicha novela se produjo un filme con el mismo nombre, Silence, en 2016.
La película mexicana de 1949, San Felipe de Jesús, dirigida por Julio Bracho y protagonizada por Ernesto Alonso, narra la crucifixión de los mártires, centrándose en Felipe de Jesús.
La crucifixión de los 26 mártires es narrada gráficamente en el número 1 de la revista mexicana de historietas Vidas Ejemplares, del 1 de mayo de 1954, titulado Felipe de Jesús.

## Notas

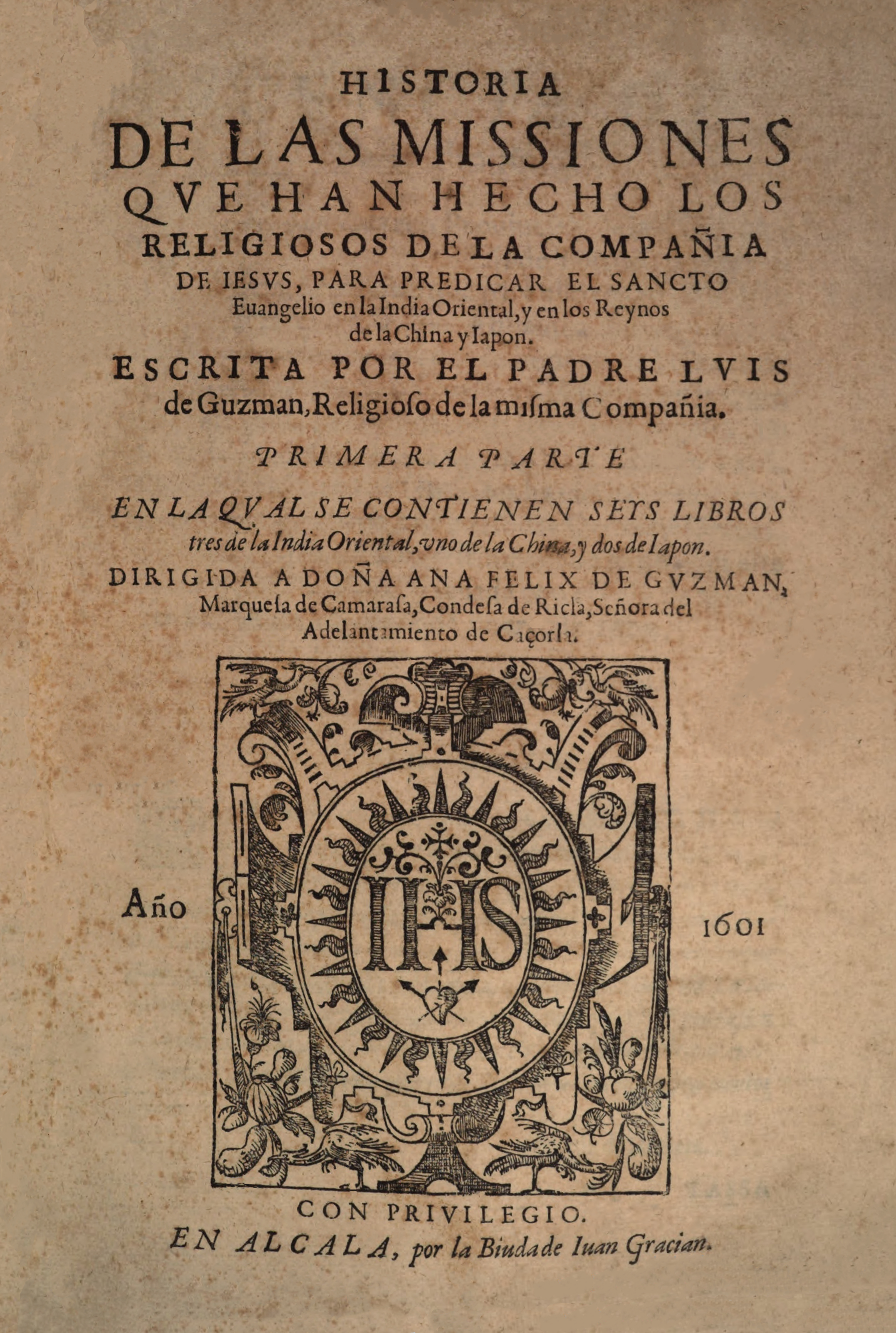
Historia de las misiones jesuitas en India, China y Japón (Luis Guzmán, 1601).